# 제7포병여단 (대한민국)
제7포병여단(第七砲兵旅團, ROKA 7th Artillery Brigade)은 대한민국 육군 포병 여단이자, 제7기동군단 직할 부대이다. 구호는 "북진". K-9 자주포, K-10 탄약보급차, 구룡 다연장로켓을 운용하고 있다.

## 부대
- 여단 본부 및 본부 중대
- 제661포병대대
- 제662포병대대
- 제663포병대대
- 제670포병대대
- 제758포병대대
- 통신중대
- 정비근무대

## 같이 보기
- 대한민국 육군의 부대 조직 및 편성 목록
- 대한민국 육군의 여단 목록